# Фоксховен, Даниэль
Даниэль Фоксховен (англ. Danielle Foxhoven; род. 7 ноября 1989, Литлтон, Колорадо) — американская футболистка, нападающая, тренер.

## Биография
Родилась в семье Брайана и Банни Фоксховен. Начала заниматься футболом в школе Дж. К. Маллена в Денвере, включалась в юношеские символические сборные на уровне страны и дважды (2007 и 2008) признавалась лучшей футболисткой штата Колорадо. Шестикратная чемпионка штата в различных возрастах. В 2008 году стала лучшим бомбардиром (6 голов) и лучшим игроком юниорского чемпионата США.
С 2008 года училась в Университете Портленда на экономиста и выступала за университетскую команду «Портленд Пилотс». За четыре сезона сыграла 87 матчей, забила 57 голов и сделала 25 результативных передач в студенческих соревнованиях, несколько раз была лучшим снайпером своей команды. Лучший результат показала в 2009 году — 25 голов.
На клубном уровне в начале 2010-х годов играла за «Колорадо Раш» в любительской W-лиге. Перед началом сезона 2012 года подписала профессиональный контракт с «Филадельфия Индепенденс» из лиги WPS, однако лига прекратила существование и сезон не стартовал.
Весной 2012 года перешла в российский клуб «Энергия» (Воронеж), сыграла в высшей лиге 9 матчей, забила 6 голов и стала бронзовым призёром чемпионата России 2011/12. 26 апреля 2012 года сделала хет-трик в игре против «Кубаночки». Летом 2012 года «Энергия» лишилась профессионального статуса и спортсменка вернулась в США. В 2017 году опубликовала книгу, в которой расказала нелицеприятную информацию о российском футболе и тренере воронежского клуба Иване Саенко.
В 2013 году подписала профессиональный контракт с клубом «Портленд Торнз» из вновь образованной лиги NWSL. В сезоне 2013 года клуб занял третье место в регулярном чемпионате, а в серии плей-офф одержал победу. Спортсменка за сезон забила 4 гола, из них 3 — после выходов на замену. В ноябре 2013 года была обменяна в другой клуб лиги, «Сиэтл Рейн», где была игроком замены. За два сезона сыграла 28 матчей, из них только в 5 выходила в стартовом составе, и не смогла отличиться ни разу. В 2014 году «Сиэтл» победил в регулярном сезоне, но уступил в финале плей-офф, в 2015 году клуб повторил этот результат. По окончании сезона 2016 года спортсменка завершила игровую карьеру.
Вызывалась в сборные США младших возрастов и играла за них в товарищеских матчах и турнирах, в том числе победила в «Турнире четырёх наций» в Британии (2010).
В 2016 году назначена главным тренером университетской команды «Пердью Юнивесити Нортуэст».